# Sphinctus
Sphinctus ist eine Schlupfwespen-Gattung aus der Unterfamilie Tryphoninae. Die Gattung wurde von Gravenhorst 1829 eingeführt. Sphinctus ist die einzige Gattung der Tribus Sphinctini. Sie umfasst etwa 16 beschriebene Arten. Typusart ist Sphinctus serotinus.

## Etymologie
Der lateinische Gattungsname leitet sich von dem altgriechischen Wort σφιγκτήρ ab und bedeutet „gebunden, fest verschlungen“.

## Merkmale
Die mittelgroßen Schlupfwespen erreichen Längen von etwa 15 mm. Der apikale Rand des Clypeus weist einen großen medianen Zahn auf. Die Schlupfwespen besitzen eine typische Flügeladerung. Die Flügelader r-rs der Vorderflügel zweigt von der Basis des Pterostigmas ab. Das vierseitige Areolet (kleine geschlossene Zelle) ist annähernd dreiecksförmig.

## Verbreitung
Sphinctus serotinus kommt in der westlichen Paläarktis, Sphinctus gastoni in der Neotropis vor. Die restlichen Arten der Gattung Sphinctus haben ihr Verbreitungsgebiet in der östlichen Paläarktis sowie in der Orientalis.

## Lebensweise
Die in den gemäßigten Breiten vorkommenden Arten fliegen im Spätsommer und Frühherbst. Es werden Schneckenspinner (Limacodidae) und Glucken (Lasiocampidae) parasitiert. Sphinctus serotinus ist als koinobionter Ektoparasitoid des Großen Schneckenspinners bekannt. Die Schlupfwespe befestigt ein gestieltes Ei an der Wirtslarve. Die Schlupfwespen-Larve schlüpft erst, nachdem der Wirt einen Kokon fertig gestellt hat.

## Arten
Im Folgenden eine Liste von Arten der Gattung Sphinctus und deren Verbreitungsgebiet:
- Sphinctus chinensis Uchida, 1930 – Japan[5]
- Sphinctus gastoni Gauld, 1997 – Costa Rica, Mexiko[5]
- Sphinctus nigrithorax Uchida, 1931 – Japan[5]
- Sphinctus nigriventris Lee & Cha, 1997 – Korea[5]
- Sphinctus pereponicus Humala, 2020 – Ferner Osten Russlands[5]
- Sphinctus pilosus Uchida, 1940 – China[5]
- Sphinctus rufiventris Meyer, 1930 – östliche Paläarktis[5]
- Sphinctus serotinus Gravenhorst, 1829 – Europa
- Sphinctus specularis Kasparyan, 1992 – östliche Paläarktis[5]
- Sphinctus submarginalis Uchida, 1940 – China[5]
- Sphinctus tobiasi Kasparyan, 1992 – östliche Paläarktis[5]
- Sphinctus trichiosoma (Cameron, 1899) – Indien[5]
- Sphinctus vitripennis Kasparyan, 1992 – östliche Paläarktis[5]
- Sphinctus yunnanensis He, 1996 – China[5]